# Bobby Robinson (Musikproduzent)
Morgan Clyde „Bobby“ Robinson (* 16. April 1917 in Union, South Carolina, USA; † 7. Januar 2011 in New York City, New York, USA) war ein US-amerikanischer Musikproduzent und Labelbetreiber in New York City, der von den 1950er bis Mitte der 1980er Jahre als Produzent erfolgreich war. 2006 wurde er in die Blues Hall of Fame aufgenommen.

## Biografie
Robinson wurde in Union (South Carolina) geboren und zog mit 20 Jahren nach New York City. Im Zweiten Weltkrieg diente er in der US-Army. Nach dem Krieg eröffnete er 1946 in Harlem „Bobby’s Record Shop“ (später „Bobby’s Happy House“). In dieser Zeit gab es in der 125. Straße in Harlem nur wenige Geschäfte im Besitz von Afroamerikanern. Der Laden blieb bis 2008 geöffnet und musste nur schließen, weil der Vermieter plante, das Gebäude abzureißen.
Robinsons Laden wurde zum Anlaufpunkt für die Musiker und Plattenproduzenten, die nach New York kamen. Während dieser Zeit gab Robinson auch Ahmet Ertegün und Leonard Chess Tipps für neue Künstler. Die erste Aufnahme, die er 1951 produzierte, war Bobby’s Boogie des Saxophonisten Morris Lane und seiner Band. Robinson spezialisierte sich zunächst auf die Produktion von Gesangsgruppen, nahm aber auch Bluesmusiker wie Sonny Terry und Brownie McGhee auf. Robinsons erster größerer Erfolg war Shake Baby Shake von Champion Jack Dupree im Jahr 1953. Die Platte wurde beim Label Red Robin Records (anfangs Robin Records) veröffentlicht, das Robinson im Jahr zuvor gegründet hatte.
Ab Mitte der 1950er Jahre gründete Robinson mehrere weitere Plattenfirmen, einige davon zusammen mit seinem Bruder Danny Robinson. Darunter waren Whirlin’ Disc Records (1956), Fury Records und Everlast Records (1957), Sue Records mit Juggy Murray (1957), Fire Records (1959) und Enjoy Records (1962).
Robinson produzierte Bestseller unter anderem von Wilbert Harrison, The Shirelles, Lee Dorsey und Dave „Baby“ Cortez. Einer seiner frühesten Hits war Harrisons Kansas City, wegen dem er von Herman Lubinsky von Savoy Records verklagt wurde, der behauptete, er hätte Harrison unter Vertrag. Robinson produzierte auch den ersten Hit von Gladys Knight & the Pips, Every Beat of My Heart. Er produzierte mehrere Platten von Elmore James sowie Aufnahmen von Lightnin’ Hopkins, Arthur Crudup und Buster Brown. King Curtis’ Soul Twist war die erste Veröffentlichung des Enjoy-Labels im Jahr 1962, und über zwanzig Jahre später veröffentlichte Robinson den Hit I’m The Packman (Eat Everything I Can)  von The Packman auf demselben Label. Die Rechte an Robinsons Aufnahmen auf Fire and Fury wurden 1965 an Bell Records verkauft.
In den 1970er Jahren produzierte Robinson einige der ersten Hip-Hop-Platten für sein Label Enjoy. 1979 nahm er mit Superrappin’ die erste Platte von Grandmaster Flash & the Furious Five auf. Anschließend produzierte er Platten von Pumpkin and Friends, den Funky Four Plus One More, Spoonie Gee (Robinsons Neffe) und Kool Moe Dee mit den Treacherous Three. Er produzierte Doug E. Freshs Just Have Fun (Do The Beatbox), wodurch Beatboxing bekannt wurde.
Bobby Robinson starb am 7. Januar 2011 im Alter von 93 Jahren. 2006 war er in der Kategorie „Non-Performer“ in die Blues Hall of Fame aufgenommen worden. 1998 war er als Co-Songwriter für einen Grammy Award in der Kategorie „Best R&B Song“ nominiert.